# Chiesa di San Martino di Tours (Serravalle)
La chiesa parrocchiale di San Martino di Tours è un edificio religioso che si trova a Malvaglia, frazione di Serravalle in Canton Ticino.
È attestata nel 1207 con il titolo di San Benedetto e dal 1289 con la titolazione attuale.

## Storia
La chiesa viene citata in documenti storici risalenti al 1207, anche se allora era intitolata a San Benedetto; nel 1289 le venne assegnata la titolazione attuale. Originariamente la struttura doveva essere a doppia navata, concluse con due absidi accostate. 
Dalle testimonianze storiche emerge che nell'ambito dei fenomeni precedenti la buzza di Biasca, verso il 1515 il lago che si era creato a seguito dell'ostruzione della valle raggiunse l'altezza di circa metà del campanile.
La chiesa venne ricostruita nel 1525 con un sostanziale prolungamento verso ovest. Negli anni 1602-1603 la navata venne sopraelevata e vennero costruite le due cappelle laterali ed il coro. 
Il campanile, risalente al XII secolo, è la più alta torre campanaria in stile romanico del Canton Ticino.

## Descrizione
La chiesa si presenta con una pianta a singola navata, coperta da un soffitto a cassettoni. La navata termina in un coro avente pianta poligonale e volta a botte. Sulla navata si affacciano due cappelle laterali.
Sia l'interno che la facciata sono decorati con affreschi del XVI secolo.